# Joes (Colorado)
Joes es un lugar designado por el censo ubicado en el condado de Yuma en el estado estadounidense de Colorado. En el Censo de 2010 tenía una población de 80 habitantes y una densidad poblacional de 14,79 personas por km².

## Geografía
Joes se encuentra ubicado en las coordenadas 39°39′48″N 102°40′43″O / 39.66333, -102.67861. Según la Oficina del Censo de los Estados Unidos, Joes tiene una superficie total de 5.41 km², de la cual 5.4 km² corresponden a tierra firme y (0.14%) 0.01 km² es agua.

## Demografía
Según el censo de 2010, había 80 personas residiendo en Joes. La densidad de población era de 14,79 hab./km². De los 80 habitantes, Joes estaba compuesto por el 97.5% blancos, el 0% eran afroamericanos, el 0% eran amerindios, el 0% eran asiáticos, el 0% eran isleños del Pacífico, el 0% eran de otras razas y el 2.5% pertenecían a dos o más razas. Del total de la población el 5% eran hispanos o latinos de cualquier raza.